# 朱莉娅·帕斯特罗娜

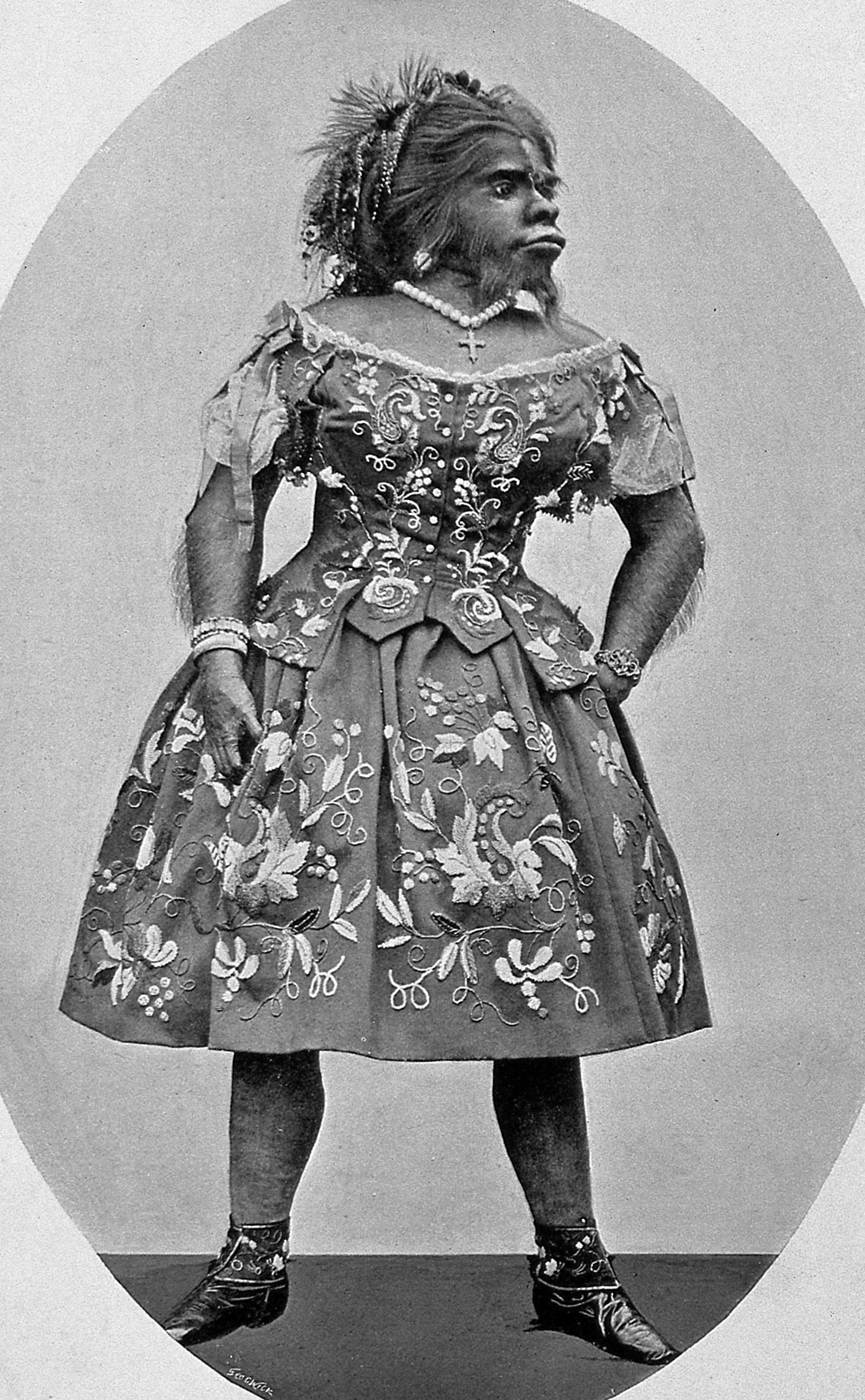
朱莉娅·帕斯特罗娜

朱莉娅·帕斯特罗娜（Julia Pastrana，1834年—1860年），墨西哥先天性遗传多毛症患者，她在當地被稱為“胡子小姐”。关于她的故事在欧美民间广为流行。

## 生平
朱莉娅的父亲是一位在森林中研究野生动物的学者。朱莉娅的身高比常人矮，只有1.38米，浑身除手掌和脚掌之外都长着密而硬的毛，因此被父亲抛弃，一位名叫西奥多·雷恩特（Theodore Lent）的美國流浪艺人收留了她朱莉娅，随同自己流浪，还把她打扮成印第安小丑的形象在街头进行表演。传说朱莉娅虽然外貌丑陋，但待人始终和蔼友善。1859年，他们二人结为夫妻，达尔文剧院举行了婚礼。1860年朱莉娅在俄羅斯莫斯科产下一个浑身长毛的女婴，这个女婴仅仅存活了35个小时就夭折。产后不久朱莉娅也去世了。
朱莉娅的丈夫雷恩特随后将妻子的遗体做了防腐处理，继续在欧洲巡回演出，后来又与一位先天性遗传多毛症患者结为夫妻。朱莉娅的遗体保存在挪威的奧斯陸醫學研究所。
2013年2月，朱莉娅埋葬在故鄉——墨西哥錫那羅亞州，距其死後已經153年。

## 資料來源
1. ↑  . BBC中文網. 2013-02-13  [2021-09-03]. （原始内容存档于2013-02-16） （中文（繁體））.